# TucowsPT
O TucowsPT é um site português. Abriu em 2003 mas fechou em 25/03/2008.
Este site de Portugal tem mostrado (quase) todas as alternativas ao tráfego internacional, permitindo que oss os utilizadores de pagarem contas enormes de excesso de consumos.
O objectivo do site é dar a conhecer alternativas de download em tráfego nacional, aproveitando assim o tráfego nacional e poupando mais o pouco tráfego internacional que os ISPs oferecem e tudo dentro da legalidade.
Embora seja um site com um design modesto, mas revolucionou a Internet em Portugal chegando às 1000 visitas por dia segundo as estatistícas das Homepages do Sapo.

## Algumas alternativas que o site dá a conhecer
- Mirrors Portugueses (a maioria da Telepac)
- eMules que limitam ao tráfego nacional (de Portugal)
- Trackers portugueses de BitTorrent
- DC++ com servidores portugueses
- NewsGroups portugueses

## Sites de renome que referenciam o TucowsPT
- Netcount
- AutoPatcher Portugal
- Infortech United